# Taubenturm (Kirkmichael)
Der Taubenturm von Kirkmichael ist ein Taubenturm nahe der schottischen Ortschaft Kirkmichael in der Council Area South Ayrshire. 1971 wurde das Bauwerk in die schottischen Denkmallisten in der höchsten Denkmalkategorie A aufgenommen.

## Beschreibung
Der Turm steht isoliert rund zwei Kilometer südöstlich von Kirkmichael. Auf dem Sturz der Eingangstüre ist das Baujahr 1762 angegeben. Das Mauerwerk des runden Bauwerks besteht aus großen Bruchsteinblöcken von Granit. Die Zwischenräume sind kleineren Feuersteinbruchstücken aufgefüllt. Ebenerdig ist der Turm mit Gewölbedecke gearbeitet. Das Dach ist zwischenzeitlich eingestürzt und der Turm nur noch als Ruine erhalten. Im Inneren wächst ein Baum. Auf Grund des schlechten baulichen Zustands wurde der Taubenturm im Jahre 2008 in das schottische Register für gefährdete denkmalgeschützte Bauwerke aufgenommen. Sein Zustand wurde zuletzt 2012 als ruinös, jedoch mit moderater Gefahr auf Verschlechterung eingestuft.